# Gallinula tenebrosa
La gallereta parda  o gallineta enlutada (Gallinula tenebrosa) es una especie de ave gruiforme de la familia Rallidae que habita en Australasia.

## Descripción

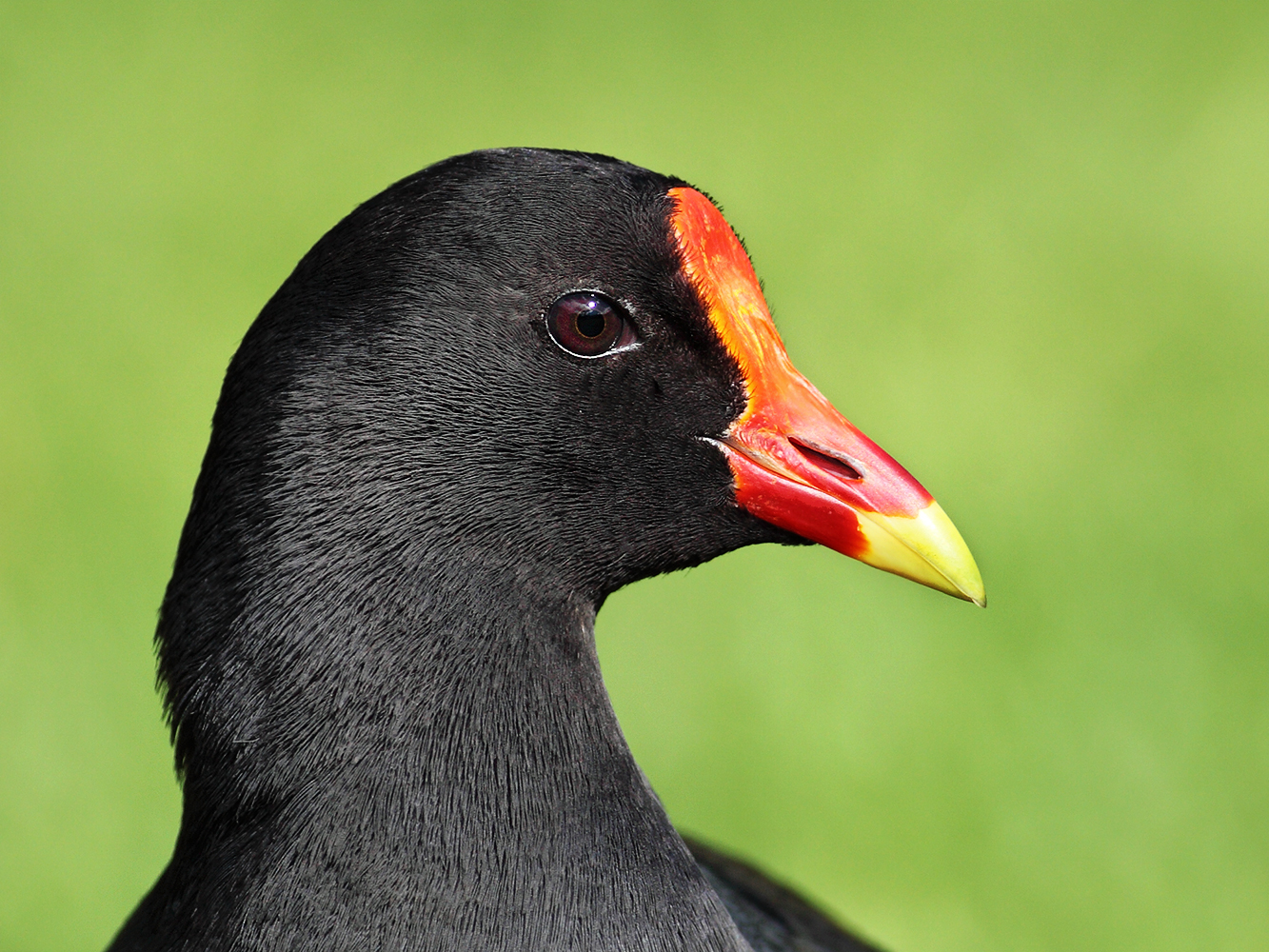
Detalle de la cabeza donde se observa el escudo facial anaranjado y rojizo.

Su plumaje es en general de color gris negruzco, con la parte inferior de la cola blanca y ciertos tonos pardos en las partes superiores de algunos individuos. Su pico es rojo con la punta amarilla, y presenta un escudo facial rojo o anaranjado. Sus patas son de color amarillo anaranjado. La subespecie de Nueva Guinea es más pequeña, entre 25–32 cm de largo, que la de Australia (entre 35–40 cm). Ambos sexos tienen un aspecto similar, pero los juveniles son de tonos parduzcos.

## Distribución y hábitat
Se encuentra ampliamente distribuido por Australasia, desde Célebes y las islas menores de la Sonda, Nueva Guinea hasta Nueva Caledonia por el este, ocupando el este y sur de Australia, incluida Tasmania. Anteriormente se encontraba en el sur de Borneo pero su población allí probablemente se ha extinguido. Su hábitat natural son los humedales, preferentemente los pantanos de agua dulce.  

## Comportamiento
Es una especie omnívora que se alimenta de gran variedad de material vegetal y pequeños animales.
En la época de cría son territoriales, aunque el resto del tiempo son gregarios. Construyen grandes nidos de ramas al borde del agua, donde ponen entre 5-18 huevos blanquecinos. 